# Сергей Торрес
Сергей Торрес Мадрігаль (ісп. Serguey Torres Madrigal, нар. 20 січня 1987) — кубинський спортсмен-веслувальник на каное, олімпійський чемпіон 2020 року.

## Виступи на Олімпіадах
| Олімпіада           | Дисципліна                | Місце |
| ------------------- | ------------------------- | ----- |
| Пекін 2008          | каное-двійки, 500 метрів  | 11    |
| Пекін 2008          | каное-двійки, 1000 метрів | 9     |
| Лондон 2012         | каное-двійки, 1000 метрів | 6     |
| Ріо-де-Жанейро 2016 | каное-двійки, 1000 метрів | 6     |
| Токіо 2020          | каное-двійки, 1000 метрів | 1     |